# Stamboom Marie van Schwarzburg-Rudolstadt (1850-1922)
Dit is de stamboom van Marie van Schwarzburg-Rudolstadt (1850-1922).
| Stamboom Marie van Schwarzburg-Rudolstadt (1850-1922)                                                      | Stamboom Marie van Schwarzburg-Rudolstadt (1850-1922)                                                                                    | Stamboom Marie van Schwarzburg-Rudolstadt (1850-1922)                                                                                    | Stamboom Marie van Schwarzburg-Rudolstadt (1850-1922)                                                      | Stamboom Marie van Schwarzburg-Rudolstadt (1850-1922)                                                      | Stamboom Marie van Schwarzburg-Rudolstadt (1850-1922)                                                      | Stamboom Marie van Schwarzburg-Rudolstadt (1850-1922)                                                      | Stamboom Marie van Schwarzburg-Rudolstadt (1850-1922)                                                      | Stamboom Marie van Schwarzburg-Rudolstadt (1850-1922)                                                      |
| --- | --- | --- | --- | --- | --- | --- | --- | --- |
| Grootouders                                                                                                | Karel Günther van Schwarzburg-Rudolstadt (1771-1825) x 1793 Louise van Hessen-Homburg (1772-1854)                                        | Karel Günther van Schwarzburg-Rudolstadt (1771-1825) x 1793 Louise van Hessen-Homburg (1772-1854)                                        | Karel Günther van Schwarzburg-Rudolstadt (1771-1825) x 1793 Louise van Hessen-Homburg (1772-1854)          | Karel Günther van Schwarzburg-Rudolstadt (1771-1825) x 1793 Louise van Hessen-Homburg (1772-1854)          | Otto Victor van Schönburg (1785-1859) x 1817 Thecla van Schwarzburg-Rudolstadt (1795-1861)                 | Otto Victor van Schönburg (1785-1859) x 1817 Thecla van Schwarzburg-Rudolstadt (1795-1861)                 | Otto Victor van Schönburg (1785-1859) x 1817 Thecla van Schwarzburg-Rudolstadt (1795-1861)                 | Otto Victor van Schönburg (1785-1859) x 1817 Thecla van Schwarzburg-Rudolstadt (1795-1861)                 |
| Ouders | Frans Frederik van Schwarzburg-Rudolstadt (1801-1875) x 1847 Mathilda van Schönburg-Waldenburg (1826-1914)                               | Frans Frederik van Schwarzburg-Rudolstadt (1801-1875) x 1847 Mathilda van Schönburg-Waldenburg (1826-1914)                               | Frans Frederik van Schwarzburg-Rudolstadt (1801-1875) x 1847 Mathilda van Schönburg-Waldenburg (1826-1914) | Frans Frederik van Schwarzburg-Rudolstadt (1801-1875) x 1847 Mathilda van Schönburg-Waldenburg (1826-1914) | Frans Frederik van Schwarzburg-Rudolstadt (1801-1875) x 1847 Mathilda van Schönburg-Waldenburg (1826-1914) | Frans Frederik van Schwarzburg-Rudolstadt (1801-1875) x 1847 Mathilda van Schönburg-Waldenburg (1826-1914) | Frans Frederik van Schwarzburg-Rudolstadt (1801-1875) x 1847 Mathilda van Schönburg-Waldenburg (1826-1914) | Frans Frederik van Schwarzburg-Rudolstadt (1801-1875) x 1847 Mathilda van Schönburg-Waldenburg (1826-1914) |
| Marie van Schwarzburg-Rudolstadt (1850-1922) x 1868 Frederik Frans II van Mecklenburg-Schwerin (1823-1883) | | | | | | | | |
| Kinderen                                                                                                   | Elisabeth Alexandrine (1869-1955) x Frederik August van Oldenburg (1852-1931)                                                            | Elisabeth Alexandrine (1869-1955) x Frederik August van Oldenburg (1852-1931)                                                            | Frederik Willem (1871-1897)                                                                                | Frederik Willem (1871-1897)                                                                                | Adolf Frederik (1873-1969)                                                                                 | Adolf Frederik (1873-1969)                                                                                 | Hendrik (1876-1934) x 1901 Wilhelmina (1880-1962)                                                          | Hendrik (1876-1934) x 1901 Wilhelmina (1880-1962)                                                          |
| Kinderen                                                                                                   | Elisabeth Alexandrine (1869-1955) x Frederik August van Oldenburg (1852-1931)                                                            | Elisabeth Alexandrine (1869-1955) x Frederik August van Oldenburg (1852-1931)                                                            | Frederik Willem (1871-1897)                                                                                | Frederik Willem (1871-1897)                                                                                | x 1917 Victoria Feodora van Reuss (1889-1918)                                                              | x 1924 Elisabeth van Stolberg-Roßla (1885-1969)                                                            | Hendrik (1876-1934) x 1901 Wilhelmina (1880-1962)                                                          | Hendrik (1876-1934) x 1901 Wilhelmina (1880-1962)                                                          |
| Kleinkinderen                                                                                              | Nicolaas Frederik Willem (1897-1970) Alexandrine (1900) Frederik August (1900) Ingeborg Alix (1901-) Altburg Marie Mathilde Olga (1903-) | Nicolaas Frederik Willem (1897-1970) Alexandrine (1900) Frederik August (1900) Ingeborg Alix (1901-) Altburg Marie Mathilde Olga (1903-) | - | - | Woizlawa-Feodora (1918)                                                                                    | - | Juliana (1909-2004)                                                                                        | Juliana (1909-2004)                                                                                        |